# 詹姆士·達西
詹姆士·達西（英語：James D'Arcy，1975年8月24日—）是英國的一位演員。他最著名的作品有ABC電視劇《卡特探員》和ITV電視劇《小鎮疑雲》及電影《復仇者聯盟：終局之戰》、《怒海爭鋒：極地征伐》、《雲圖 (電影)》、《倖存者》。他出生在白金漢郡阿默舍姆，成長在倫敦富勒姆。
2012年演出溫莎公爵的情人備受矚目。

## 外部連結
- James D'Arcy在互联网电影资料库（IMDb）上的資料（英文）
- Markham, Froggatt and Irwin James D'Arcy information